# Michael Golden
Michael Golden (1º ottobre 1955) è un fumettista statunitense.

## Biografia
Dopo aver iniziato la sua carriera di illustratore nella pubblicità, Golden entrò nell'industria del fumetto all fine del 1977 lavorando nelle serie Mister Miracle e Batman Family per la DC Comics.
Il suo primo lavoro per la Marvel Comics fu The Cask of Amontillado nel numero 28 del mensile Marvel Classics Comics, un adattamento di un racconto di Edgar Allan Poe. Nel 1978 iniziò a collaborare con Bill Mantlo su Micronauts, serie ispirata a un marchio di giocattoli della quale realizzò i primi 12 numeri.
Golden disegnò un gran numero di storie per la Marvel tra gli anni settanta e ottanta nelle serie di Dottor Strange, di Howard the Duck e alcune storie nell'antologico Marvel Fanfare.
Nel 1981, su testi di Chris Claremont, Golden disegnò la storia in cui fece il suo esordio editoriale il personaggio di Rogue, futura X-Woman in The Avengers Annual n.10 (1981).